# Hu lá hẹp
Hu lá hẹp, hu lá nhỏ, hu quả đỏ (danh pháp khoa học: Trema angustifolium) là một loài thực vật có hoa trong họ Cannabaceae. Loài này được Jules Émile Planchon miêu tả khoa học đầu tiên năm 1848 dưới danh pháp Sponia angustifolia. Năm 1856 Carl Ludwig Blume chuyển nó sang chi Trema thành Trema angustifolia. Do Trema là danh  từ  giống trung nên danh pháp chính xác là Trema angustifolium. Cụ thể xem Từ  nguyên của chi Hu. 

## Phân bố
Loài bản địa khu vực Campuchia, Lào, Malaysia (bán đảo và Borneo), Indonesia (Kalimantan, Sulawesi, Sumatra), Thái Lan, nam Trung Quốc (nam trung, đông nam, Hải Nam) và Việt Nam.